# Bocksberg (Bregenzerwaldgebirge)
Der Bocksberg ist ein 1461 m ü. A. hoher Berg nördlich des Bergdorfs Ebnit in Vorarlberg, Österreich. Er gehört zur Gruppe der Schuttannenberge im Bregenzerwaldgebirge.

## Lage und Umgebung
Der Gipfel des Bocksberges liegt auf der Grenze zwischen Dornbirn und Hohenems.
Der Spätenbach trennt den Bocksberg im Norden vom Staufen. Im Osten und Süden schließen die Schaufelschlucht und das Ebniter Tal an. An der Westseite ist der Bocksberg über den Hinterbergsattel mit dem Schönen Mann verbunden.

## Geologie
Der Bocksberg ist Teil der Säntisdecke des Helvetischen Deckensystems, die hier unter der Rheinebene hindurchziehend in die Ostalpen greift. Die markanten Felsabbrüche ergeben sich aufgrund des für das Helvetikum typischen Wechsels zwischen hartem und weichem Gestein. Die Felswände bestehen dabei aus hartem Schrattenkalk.

## Landschaft und Naturschutz
Um den zerklüfteten, großteils bewaldeten Kopf liegt ein Gürtel aus Schrofen und kleinen Fluhen. An der Ostflanke liegt die Bocksbergalpe, während an der Südseite der Hackwald, eine extensiv genutzte Weide und eine landschaftlich eindrückliche, langgezogene und reich gegliederte Felswand zu finden sind.
Eine Felswand im Süden des Bocksberges samt den Kalkschuttfluren an ihrem Fuße sind unter der Nummer 30139 im Biotopinventar Vorarlberg eingetragen.

## Erschließung, Nutzung und Tourismus
Der einfachste Weg auf den Gipfel führt von Ebnit über den Hackwald und die Bocksbergalpe. Ein weiterer, schwieriger zu begehender Weg führt von der Emser Hütte oder Schuttannen ausgehend über den Westgrat und ist mit Leitern ausgerüstet. Damit ist für erfahrene und schwindelfreie Bergwanderer eine Überschreitung möglich.